# Daniel Lins
Daniel Lins (, ) é um filósofo, sociólogo, psicanalista, professor e escritor franco-brasileiro.
Doutorou-se em sociologia pela Universidade de Paris VII, e pós-doutorou-se em filosofia sob a direção de Jacques Rancière,  pela Universidade de Paris VIII. É professor associado de filosofia no Departamento de Educação da Universidade Federal do Ceará e articulista do jornal O Povo (Ceará); especialista em Gilles Deleuze e Friedrich Nietzsche, coordena o Simpósio Internacional de Filosofia Nietzsche e Deleuze; também especializou-se em Antonin Artaud, no corpo sem órgãos, na ética da crueldade e da escrita rizomática. 
Na sociologia, destacam-se os trabalhos sobre  Pierre Bourdieu e sobre Lampião, o Rei do Cangaço. Segundo alguns críticos, a obra de Lins sobre Lampião e o cangaço teriam influenciado os roteiristas do filme Baile Perfumado.     
Sua obra versa sobre temas da modernidade e contemporaneidade.

## Obra
- La passion selon Lampião Le Roi des Cangaceiros. 1ª edição, Paris: Seuil, 1995. ISBN 978-2020195966
- Lampião o homem que amava as mulheres. São Paulo: Annablume, 1997.[6]
- Ayrton Senna: A imolação de um deus vivo. Fortaleza: EUFC, 1995.
- Antonin Artaud Artesão do Corpo sem Órgãos. Rio de Janeiro: Relume Dumará,  1999, 2ª edição 2000.
- Juízo e verdade em Deleuze. São Paulo: Annablume, 2004.[7]
- Expressão Deleuze em Espinosa Espinosa em Deleuze. Rio de Janeiro: Forense, 2008.
- A dominação masculina revisitada. Campinas: Papirus, 1998.
- Pierre Bourdieu. O Campo econômico. A dimensão simbólica da dominação (organização, apresentação e entrevista com Pierre Bourdieu). Campinas: Papirus, 1999.
- Intensidade e paixão. (Org. Daniel Lins, Sylvio Gadelha e Alexandre Veras). Rio de Janeiro: Relume Dumará, 2000.
- Pensamento Nômade. Rio de Janeiro: Relume Dumará, 2001.
- Que pode o corpo (Org. Daniel Lins, e Sylvio Gadelha).  Rio de Janeiro: 2002.
- Repensar os Estados Unidos: por uma sociologia do superpoder (Org. Daniel Lins e Loïc Wacquant). Campinas: Papirus, 2003.
- Arte e Resistência. Rio de Janeiro: Forense 2004.
- Nietzsche e Deleuze bárbaros,  civilizados.  (Org. Daniel Lins e Peter Pál Pelbart). São Paulo: AnnnaBlume, 2004.[8]
- Nietzsche/Deleuze. Imagem, literatura, educação. Rio de Janeiro: Forense Universitária, 2005.
- Razão nômade. Rio de Janeiro: Forense, 2005.
- Sila: uma cangaceira no divã. (Org. Daniel Lins e Sila). Fortaleza. Impressão, 2005.
- Nietzsche/Deleuze. Jogo e Música (Org. Daniel Lins e José Gil), Rio de Janeiro: Forense, 2008;
- Fazendo Rizoma. São Paulo: Hedra. 2008.
- O Devir-Criança do Pensamento. Rio de Janeiro. Forense Universitária, 2009.
- Bob Dylan, a liberdade que canta. Edições Ricochete, 2017